# Belémský palác
Belémský palác (portugalsky Palácio de Belém, oficiálně Národní palác Belém (Palácio Nacional de Belém) je bývalý královský palác a současná oficiální rezidence prezidenta Portugalské republiky a nachází se v lisabonské čtvrti Belém. Hlavní průčelí paláce míří na náměstí Afonso de Albuquerque s výhledem na řeku Tajo. Palácový komplex se skládá z různých budov, křídel, nádvoří a zahrad, budovaných postupně od 18. do 21. století.

## Historie

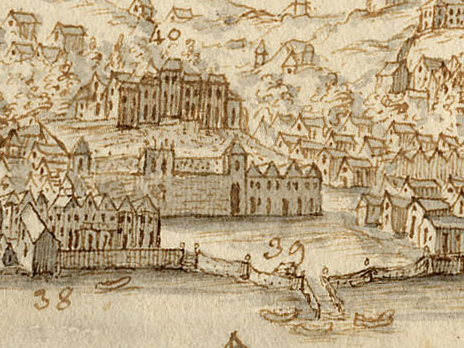
Palác roku 1736

Místo bylo původně součástí Outeiro das Vinhas, území u břehu Taja. Don Manuel, diplomat, básník a syn prvního hraběte z Vimiosa, pozemek získal v roce 1559, pojmenoval jej Quinta de Belém a postavil zde sídlo se třemi sály a dvěma atrii. V polovině 17. století nemovitost patřila členu královského dvora, poté hrabatům z Aveiras a pak klášteru.
Dům později získal král Jan V., který v roce 1726 nařídil jeho přestavbu s cílem vybudovat letní sídlo. Král zde vlastnil dvě parcely, Quinta de Baixo a Quinta do Meio, které koupil od Joãa da Silva Telo, třetího hraběte z Aveiros, za 200 000 cruzados, a také sousedních zemědělské pozemky hrabat ze São Lourenço. Although it is unclear when the first building was completed, by 1754 Queen Maria Anna of Austria had already died in the residence. I když není jasné, kdy Jan stavbu dokončil, je známo, že v roce 1754 v rezidenci zemřela královna Marie Anna Rakouská.
Po zemětřesení v Lisabonu v roce 1755 bylo zjištěno, že nedošlo k většímu poškození, ale mezi lety 1755 a 1756 byla provedena řada oprav, které řídil architekt João Pedra Ludovice. Práce zahrnovaly výměnu dlaždic a opravy skleníků a stájí.  Palác se tenkrát nazýval Casa Real de Campo de Belém (Belémský královský venkovský dům) nebo Palácio das Leoneiras. Později kolem roku 1770 provedl architekt Mateus Vicente de Oliveira další rekonstrukci celého objektu. N8sledovalo několika malých stavebních projektů, jako výmalba sálu Sala das Bicas, výměna azulejos podél jižní verandy (1778) a stavba ptačích budek (1780). Výstavba klasicistní jízdárny, kterou navrhl Ital Giacomo Azzolini, začala v roce 1828; dnes je používána jako Národní muzeum kočárů.

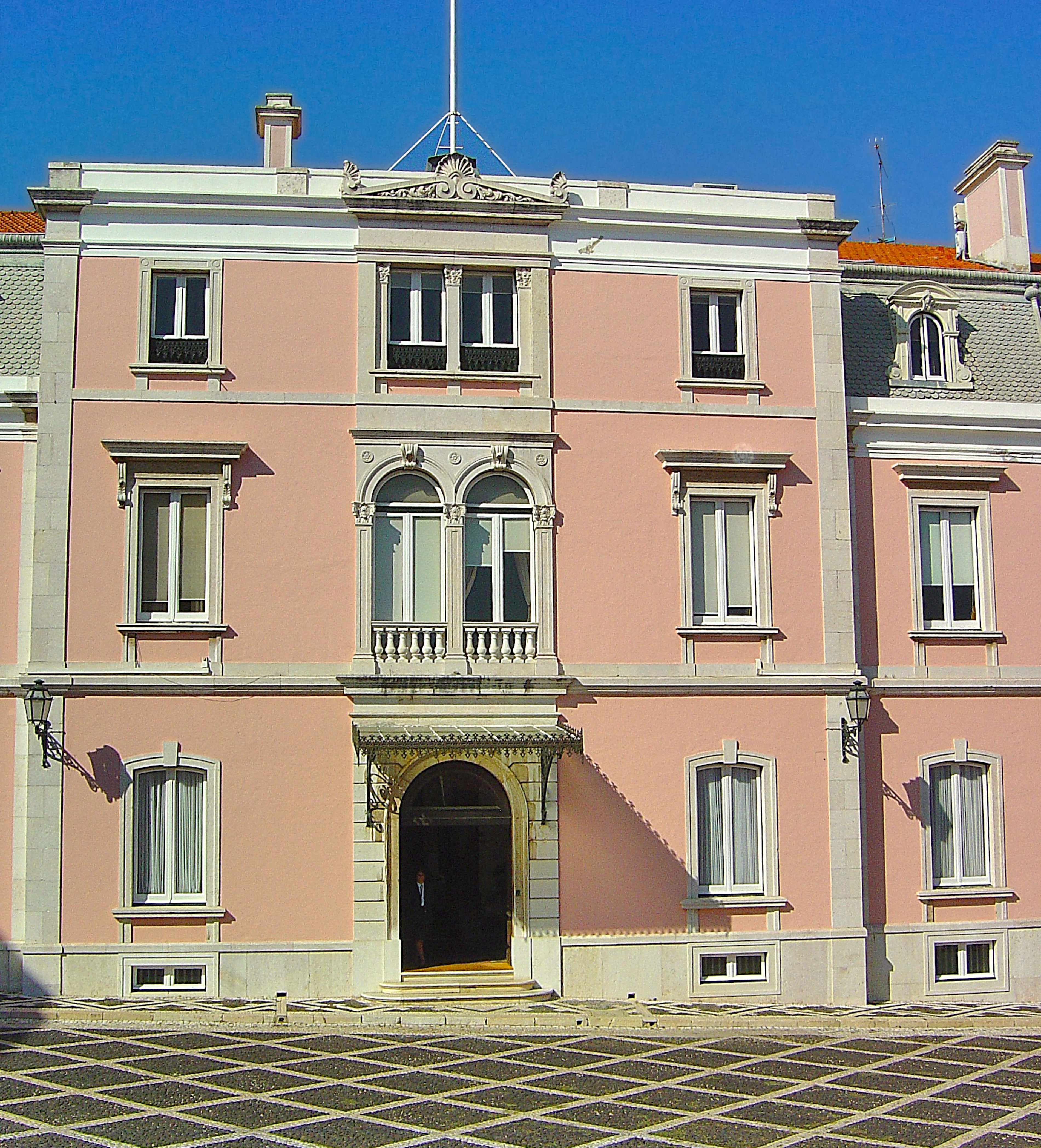
Palecete (malý palác) postavený Karlem I. na Nádvoří šlechtičen

Po roce 1807, s odchodem královské rodiny do Brazílie, byl nábytek a umělecká díla z paláce odstraněna a budova byla opuštěná až do konce liberálních válek.
V roce 1839 se palác opět začal využívat k pořádání královských plesů a sloužil jako dočasné sídlo pro návštěvy královských hodnostářů. V roce 1840, během rozsáhlých renovací paláce Necessidades, se královská rodina vrátila do Belému a během tohoto desetiletí v paláci bydlela. Zde se v roce 1845 narodila infantka Antonie. V roce 1850 byla dokončena renovace velkého tanečního sálu, který umožnil královně Marii II. pořádat velké společenské akce, a v září 1861 se zde infantka provdala za prince Leopolda z Hohenzollernu. V listopadu 1861 zemřel princ August a na Vánoce následoval princ Jan. Tato úmrtí přiměla královskou rodinu opustit palác, a ten se znovu stal rezidencí pro hostující hodnostáře. Změna byla provázena drobnými opravami budovy a také instalací plynovodů a nového osvětlení.
V roce 1886, po svatbě s princeznou Amélií Orléanskou, král Karel I. nařídil renovaci paláce, aby se mohl stát královskou rezidencí. Opravy byly dokončeny pod vedením architekta Rafaela de Silva Castra; interiér vyzdobili Leandro Braga, Columbano a João Vaz. Palác se pak stal rodištěm princů Ludvíka Filipa v roce 1887 a Manuela v roce 1889.
V letech 1902 až 1903 provedl Rosendo Carvalheira přestavbu vnitřních prostor a postavil dům pro návštěvníky v severní části Nádvoří šlechtičen (Pátio das Damas) kvůli přijímání delegací zahraničních hodnostářů. Poprvé ho využila oficiální návštěva španělského krále Alfonse XIII. v Portugalsku konaná na konci roku 1903. V následujícím roce byla jízdárna oddělena od paláce, aby mohla být předělána na muzeum kočárů.
Královským dekretem zveřejněným v Diário do Governo (4. září) pak přestal palác fungovat jako královská rezidence a přešel na ministerstvo financí pro „ubytování hlav států, princů a zahraničních vyslanců, kteří přijedou na oficiální návštěvu Lisabonu, přičemž za tímto účelem se ponechává v užívání ministerstvu zahraničních věcí“.

### Republika

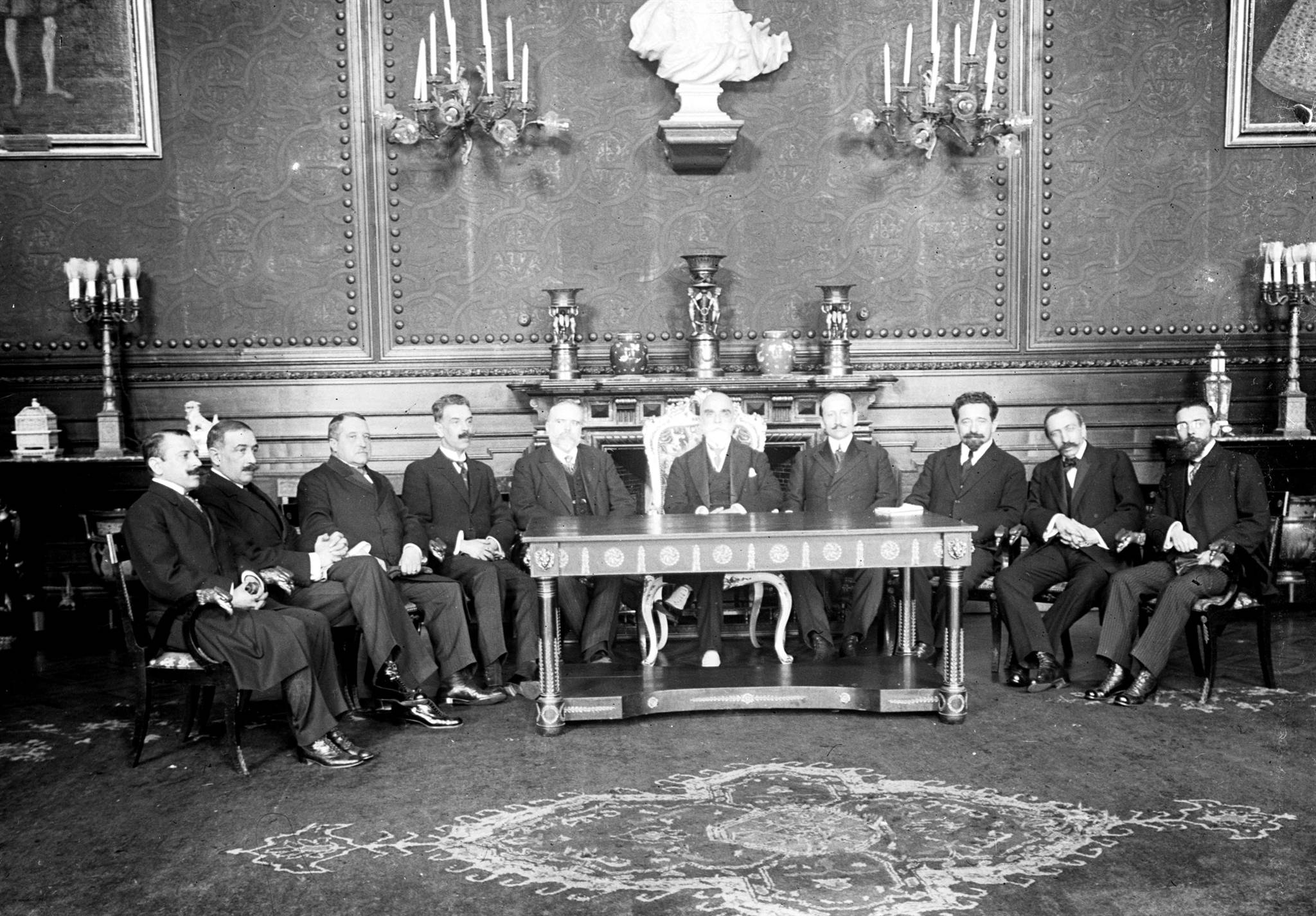
Prezident Bernardino Machado přijímá v Kulečníkovém sálu Vládu posvátné jednoty, 1916.

Po revoluci z 5. října 1910 se 24. srpna 1911 do paláce přestěhoval generální tajemník předsednictva portugalské republiky. Článek 45 nové ústavy totiž zakazoval šéfovi státu sídlit ve státem vlastněné nemovitosti. Mezera v zákoně pak 28. června 1912 umožnila vydání vládního výnosu, díky němuž bylo možné pronajmout přístavek vedle paláce za 100 000 réis měsíčně k ubytování prvního prezidenta Manuela de Arriaga. Ten pak nakonec raději bydlel ve svém a v paláci jen pracoval. Tato politika pronájmu prostor pro prezidenty pak pokračovala po celé období první portugalské republiky.
Po atentátu na prezidenta Sidónio Pais v roce 1918 na železniční stanici Rossio bylo jeho tělo až do jeho pohřbu vystaveno v paláci v Sále Ludvíka XV.
Vlastní zákon o sídle prezidenta republiky byl schválen 24. března 1928. Uváděl, že prezidentovi a jeho rodině bude povoleno bydlet v jednom ze státních paláců. Óscar Carmona se pak rozhodl žít v Cascaiské citadele a palác v Belému používat pro slavnostní záležitosti, oficiální jednání, recepce a další formální příležitosti. V očekávání plánované návštěvy španělského krále prošel palác několika rekonstrukcemi, i když se pak návštěva neuskutečnila. V roce 1936 bylo rozšířeno hlavní schodiště, což provedli António Lino a po něm Cristino da Silva.
Během funkčního období Francisca Craveira Lopese (1951–1952) bylo křídlo Arrábida přestavěno, aby sloužilo jako rezidence prezidenta republiky.
V roce 1969 byl palác byl uzavřen kvůli opravám škod po zemětřesení toho roku.

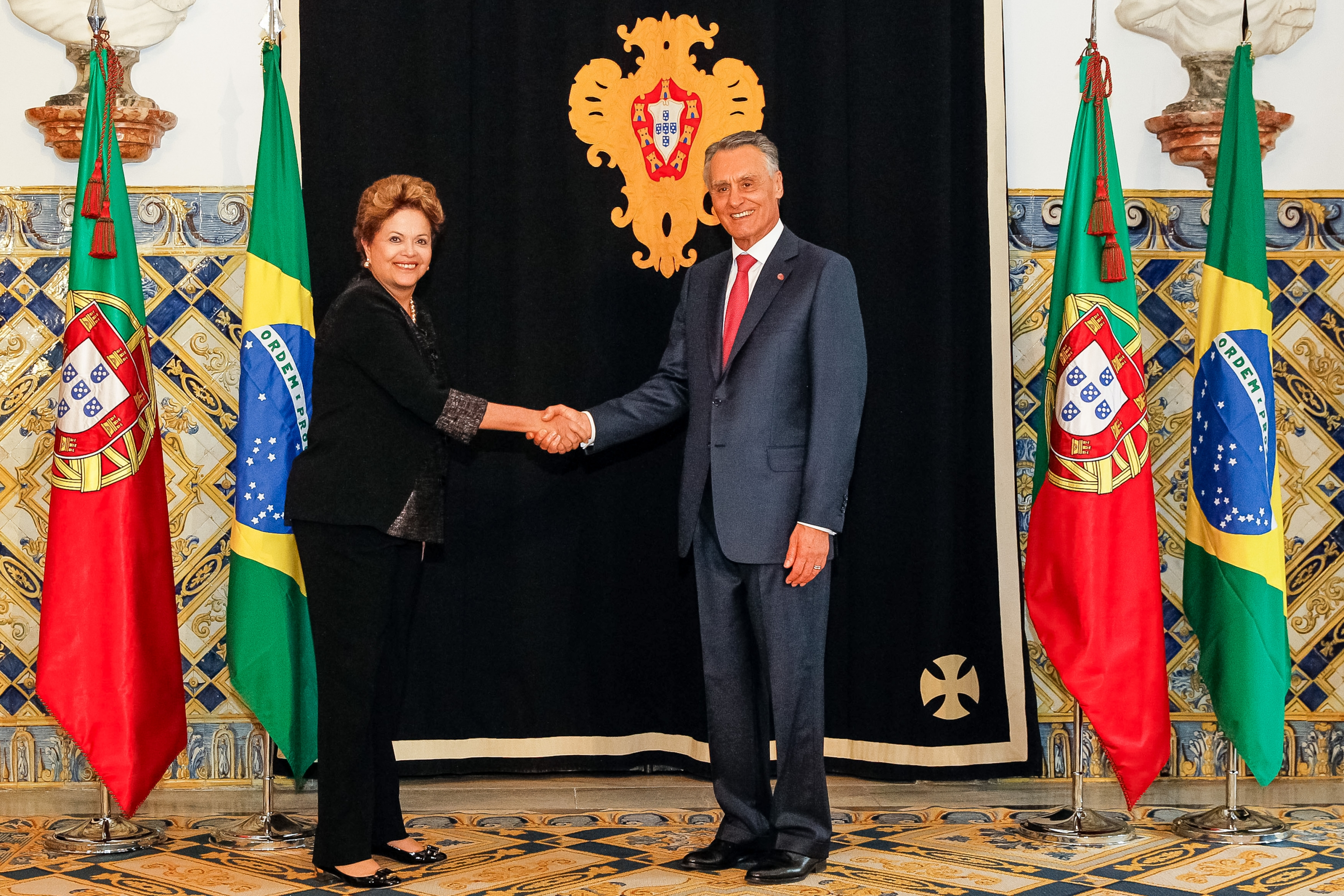
Aníbal Cavaco Silva přijímá brazilskou prezidentku Dilmu Rousseffovou v sále Sala das Bicas, 2013.

Po karafiátové revoluci se palác stal sídlem Junty národní spásy.I nadále při střídáních hlav státu procházelo prezidentské křídlo Arrábida rekonstrukcemi, aby vyhovělo požadavkům nového prezidenta a jeho rodiny. Zatímco někteří prezidenti bydleli v Belému, jiní, jako Mário Soares, Jorge Sampaio, Aníbal Cavaco Silva a současný prezident Marcelo Rebelo de Sousa, jej používali pouze jako pracoviště a během svého funkčního období bydleli ve svých soukromých rezidencích.
V letech 1980 až 1985 sloužila hlavní jídelna k vystavení darů přijatých hlavou státu. V roce 1998 byla zahájena výstavba Dokumentačního a informačního centra (Centro de Documentação e Informação) architektem João Luísem Carrilho da Graça, vítězem veřejné soutěže.
Prezident Jorge Sampaio v roce 2002 pověřil malířku Paulu Regovou, aby vytvořila několik obrazů k výzdobě stěn palácové kaple. Malířka pak vytvořila díla s názvem Cyklus života Panny Marie a Umučení Ježíše Krista. Dne 5. října 2004 bylo slavnostně otevřeno Prezidentské muzeum (Museu da Presidência da República).
Dne 10. března 2006 výnos Ministerstva kultury překlasifikovala palác na národní památku, zahrnující budovu paláce, zahrady, Prezidentské muzeum a další přístavby.

## Architektura

### Vnější vzhled
Belémský palác má půdorys ve tvaru písmene "L", jehož centrum leží v obdélníkovém prostoru na jižní straně. Průčelí, která směřuje do formálních zahrad, tvoří pět těles budov, oddělených pilastry zakončenými věžičkami, vybudovaných v kombinaci manýristického a barokního stylu. Centrální těleso s arkádami v úrovni parteru završuje trojúhelníkový štít zdobeným štukem.
Oba vnější bloky jsou vysunuty před hlavní budovu a spolu vymezují terasu ohraničenou balustrádou a přístupnou po bočních schodištích. Horní část bočních zdí je zakončena dvanácti panely z monochromatických dlaždic azulejo. Na terase je 14 panelů z kachlů azulejo představujících mytologické postavy, často na témata herkulovské legendy: Pluto a Cerberus, Venuše, Neptun, Herkules, Herkules a klisny Diomedovy, Muž, Muž s lukem a šípy, dva panely Žena, Herkules a stymfalští ptáci, Muž s motykou, Herkules a Ladon, Herkules a krétský býk, Herkules a lernejská hydra. Dále zde jsou dvě řady dlaždic s geometrickými vzory a akantovými listy.

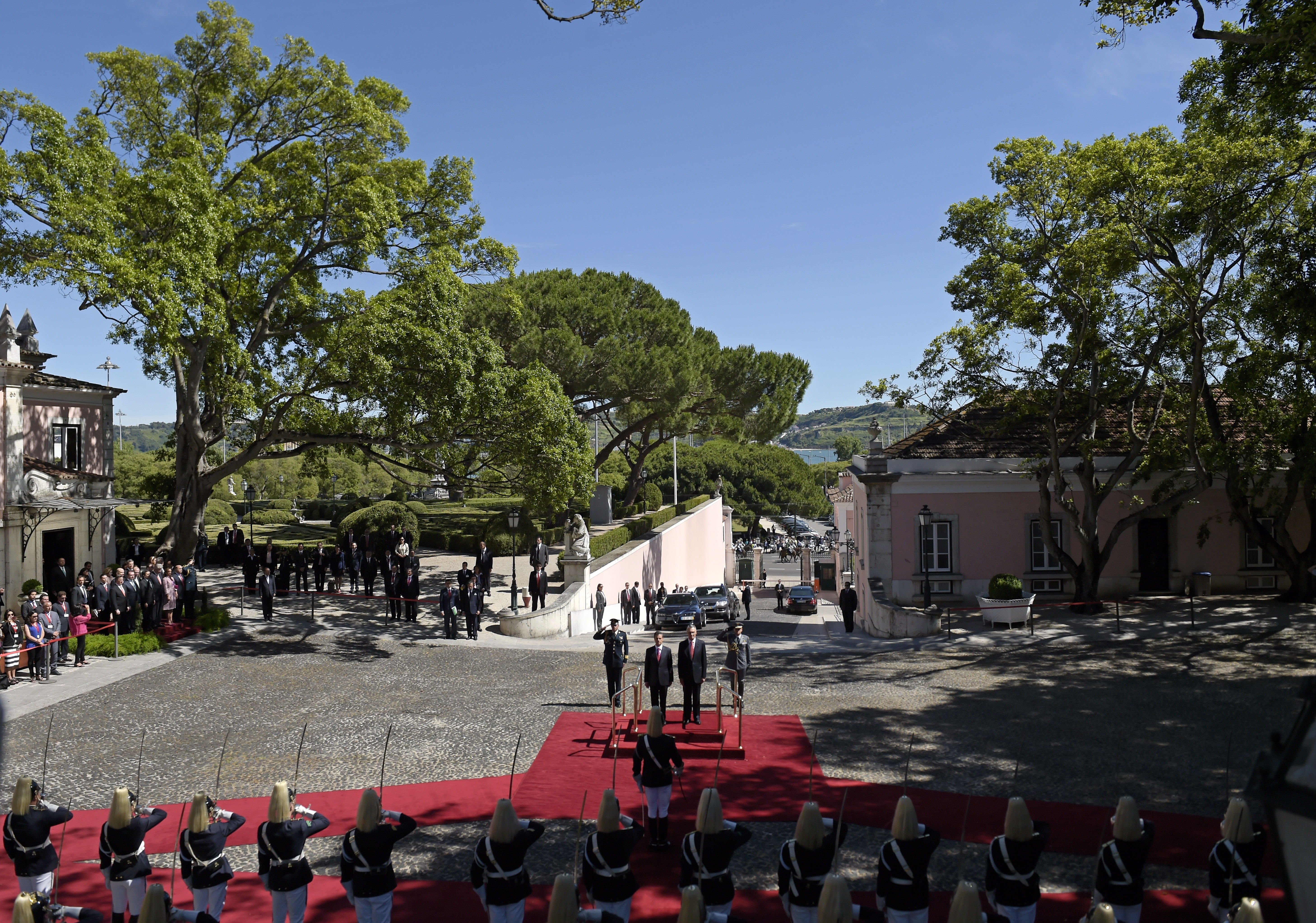
Nádvoří Pátio dos Bichos, při nástupu prezidentské gardy.

Východní průčelí, které je před Nádvořím šlechtičen (Pátio das Damas), má dvě úrovně oken a portál. Před západním křídlem je Nádvoří zvěře (Pátio dos Bichos), kde brána a rampa umožňují přístup k hlavnímu schodišti přes vyvýšený prostor s výhledem na Zahradu vodopádu (Jardim da Cascata). Prostor byl na počátku 21. století znovu upraven a vydlážděn.
Bezprostředně před palácem, proti ulici Rua de Belém, jsou formální zahrady. Byly navrženy z 18. století a skládají se z terasy ohraničené balustrádou zdobenou sochami a protínajícím se vzorem živých plotů kolem tří kruhových jezírek. V Zahradě vodopádu v severozápadním rohu areálu jsou tři skleníky zakončené ozdobným zábradlím s vázami a sochami. Zaobleným obloukem protéká vodopád se sochou Herkula.
V centrálním pavilonu je šest azulejos tvořících figurativní kompozici, pocházejících z 19. století. Centrální kompozice je v černé a bílé, zatímco okraj je barevnější a jsou na něm rostlinné ornamenty. Panely jsou: Venkovská scéna, Dvě ženy a muž v parku s košíkem ovoce, Stojící žena podává jablko muži, Vrhcáby, Hudba v zahradě a Hudba v zahradě, s cembalem a houslemi.

### Interiér

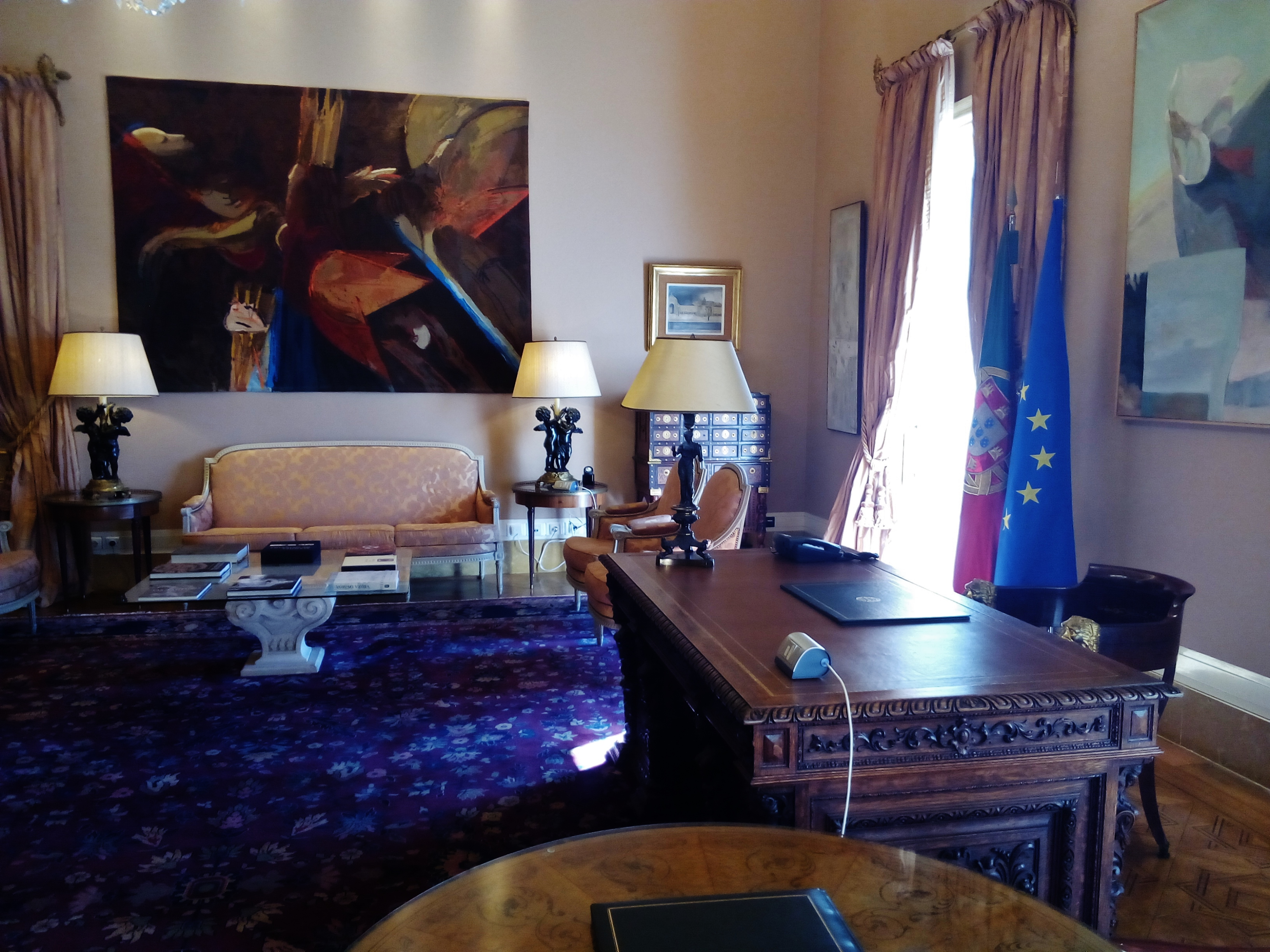
Prezidentská kancelář

Hlavní prostor je zvýrazněn lineárním sledem místností podél jižního průčelí, kterému dominuje Sál chrličů (Sala das Bicas), velkolepý vestibul dlážděný mramorem. Strop je zdoben alegorickou kompozicí vyřezávané flóry a polychromovaných azulejos z poslední čtvrtiny 18. století. U jedné ze stěny jsou dvě kulaté mramorové fontány s chrliči v podobě lvích hlav, které daly sálu jméno. Prostor obklopuje osm jaspisových bust na soklech, představujících římské císaře.
Zlatý neboli Taneční sál (Sala Dourada nebo Salão de Baile) má ve středu stropu alegorií Římské říše doplněnou nástěnnými malbami a medailony s korunkou inspirovanými uměním v Pompejích.
Sál Ludvíka XV. (Sala Luís XV), obložený panely, je vyzdoben řadou obrazů a erby Braganzů a Orleánských.
Úzká obdélníková kaple s hladkými stěnami a dřevěným obložením je osazena klasicistním retáblem ze zlatavého dřeva s malbou od Andrého Reinosa Klanění pastýřů. Klenutý strop je zdoben množstvím dekorativních motivů podobných těm, které se nacházejí ve Zlatém sále. Na stěnách jsou výše zmíněné obrazy od Pauly Regové, zobrazující život Panny Marie a Kristovy pašije.